# Geest
|  | Per a altres significats, vegeu «Geest (desambiguació)». |

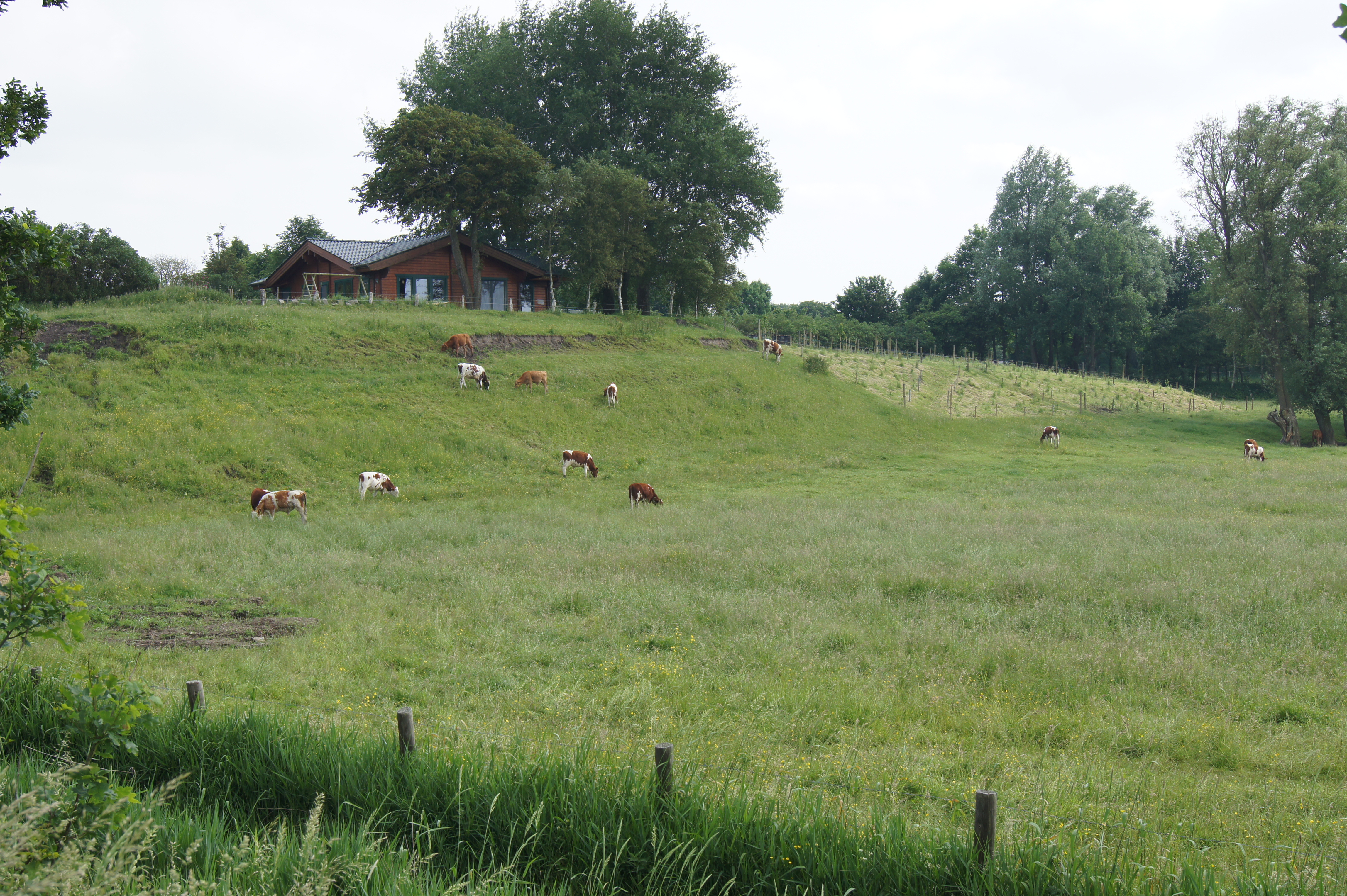
El penya-segat entre
el geest (esquerra) i
el maresme (dreta) a Kleve

El geest és una formació geològica típica de Dinamarca i del nord d'Alemanya i dels Països Baixos. És un paisatge de crestes de sorra d'una altitud entre 10 i 40 metres sedimentada durant l'època glacial. El nom prové de l'adjectiu baix alemany gest que significa sec, infèrtil. En certs topònims es diu també gast o geist.
Els geests es fan de morrenes frontals o laterals, de nivell superior a les zones humides, maresmes o aiguamolls, als quals a l'interglacial els vents van depositar la sorra. Per erosió van crear-se zones més planes i seques, amb un terra poc fèrtil on creixen boscs de pinòpsids o pel cultiu de patates. Sovint, la pastura intensa per ovelles va empobrint el terra i creant un paisatge de landa. La morrena de fons i frontal és més fèrtil, i allà poden créixer fagedes i boscs d'altres arbres caducifolis, com als pujolars de Slesvig-Holstein, Hamburg i Mecklemburg-Pomerània Occidental. A la costa o a les ribes dretes de l'Elba van crear-se penya-segats sorrosos. A l'Elba aquest penya segat es diu geesthang.
Per a la seva posició superior, protegides de les aigües altes, les geests van poblar-se abans el maresme inundable fins a la construcció dels dics. Al continent i a les illes van trobar-se túmuls de l'edat de pedra. A l'alta edat mitjana quan la zona va repoblar-se, els frisis van preferir el maresme i els saxons el geest per a assentar-s'hi. La frontera entra el geest i el maresme cada vegada més polderitzat també va crear una demarcació dialectal i sociològica. Fins al segle passat, dins les famílies tradicionals, la gent del geest no solia pas casar-se amb la gent del maresme i vice versa.

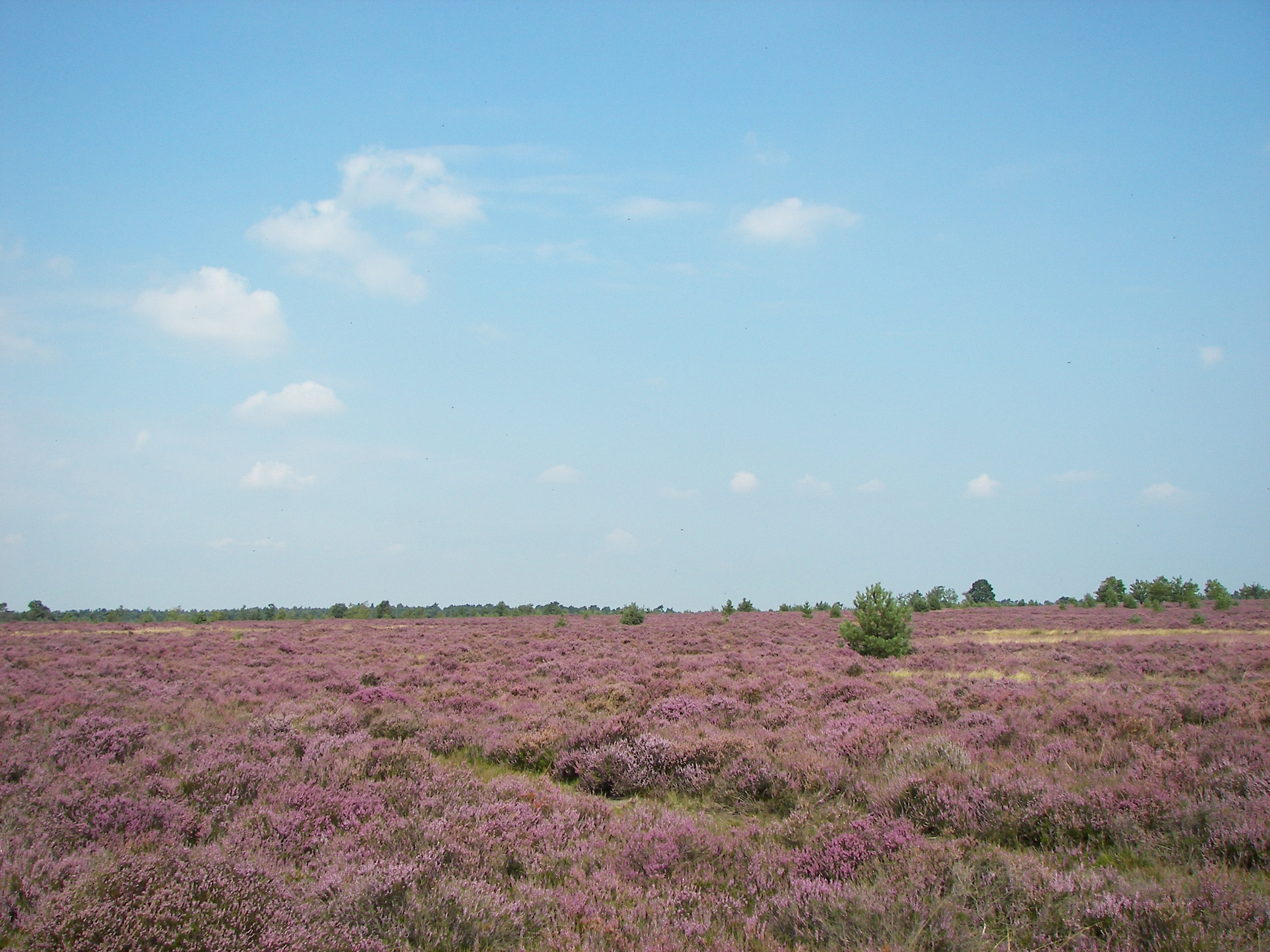
La landa de la Lüneburger Heide és un paisatge de geest típic
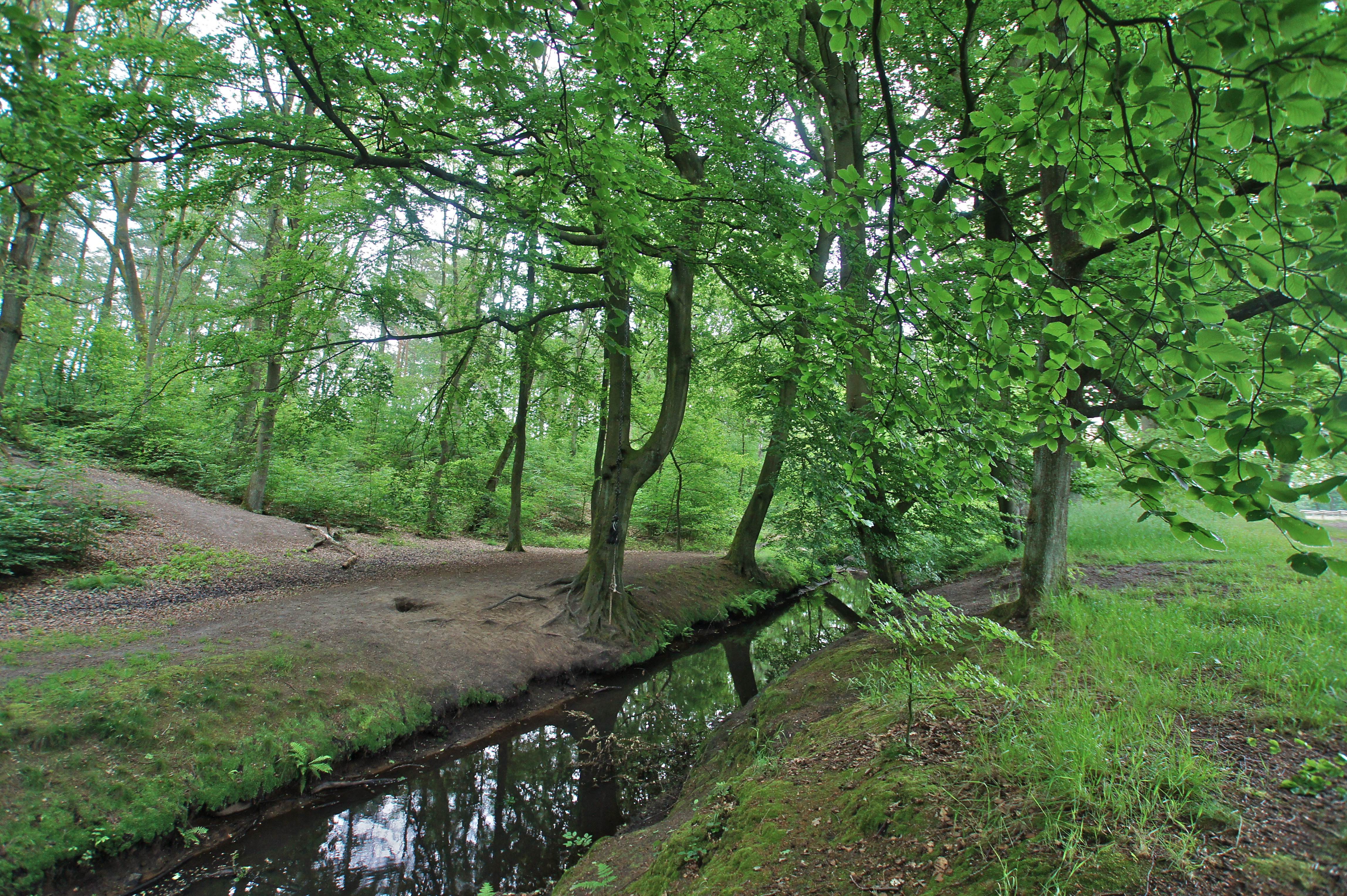
Un altre paisatge típic: una fageda i el Wedeler Au al peu del geest a Rissen (Hamburg)

## Paisatges de geest a Alemanya
- el Burgdorf-Peiner Geest
- el Cloppenburger Geest prop de Cloppenburg
- el Friesische Wehde
- el geesthang entre Wedel, Altona i Hamburg-Neustadt
- el geesthang entre Sankt Georg, Bergedorf, Geesthacht i Lauenburg d'Elba
- el nucli de geest de les illes d'Amrum, Föhr i Sylt
- el geest dels aiguamolls d'Hanover
- la landa i el geest d'Itzehoe
- Hümmling a Emsland
- el geest de Kirchlinteln
- la landa del Lüneburger Heide
- der Münsterländer Kiessandzug
- el geest d'Osterholz, Bremen-Vegesack i Bremerhaven
- l'aiguamoll Rehdener Geestmoor
- el geest de Slesvig
- el geest de Stade
- el bosc de Steyerberger
- la landa de Verdener
- el geest de Wildeshaus
- la cresta de Wingst
- la landa Wurster Heide entre Bremerhaven i Cuxhaven